# Slaheddine Essid
Slaheddine Essid, né le 24 mars 1948 et mort le 29 juin 2020 à Gammarth, est un réalisateur tunisien.

## Biographie
Durant sa carrière, il collabore avec plusieurs scénaristes comme Ali Louati et Hatem Bel Hadj.
Ses drames ayant connu du succès, il se spécialise ensuite dans les sitcoms. On lui doit certaines séries télévisées tunisiennes des années 1990, 2000 et 2010, notamment celles réalisées chaque année durant le mois de ramadan.
Mort le 29 juin 2020, il est enterré le lendemain au cimetière de Gammarth.

## Télévision

### Réalisation
- 1980 : Ghassalet Nawadir, écrite par Jalila Baccar, Mohamed Driss, Fadhel Jaziri, Fadhel Jaïbi et Habib Masrouki
- 1992 :
  - Liyam Kif Errih, écrite par Slaheddine Essid et Tahar Fazaa
  - Les confessions de la dernière pluie, écrite par Ali Louati
- 1994 : Amwej, écrite par Slaheddine Essid, Ali Ben Arfa, Ali Mansour et Aziz Abul Qadir
- 1995 : Habbouni wedalalt, écrite par Tahar Fazaa
- 1996-1997 : El Khottab Al Bab, écrite par Ali Louati
- 1998 : Îchqa wa Hkayet, écrite par Ali Louati
- 2000 : Mnamet Aroussia, écrite par Ali Louati
- 2002 : Gamret Sidi Mahrous, écrite par Ali Louati[4]
- 2003 : Chez Azaïez, écrite par Hatem Bel Hadj
- 2004 : Loutil, écrite par Hatem Bel Hadj
- 2005-2009 : Choufli Hal, écrite par Hatem Bel Hadj
- 2010-2018 : Nsibti Laaziza, écrite par Younes Ferhi
- 2012 : Dar Louzir, écrite par Younes Ferhi

### Scénario
- 1992 : Liyam Kif Errih, avec Tahar Fazaa
- 1994 : Amwej, avec Chedhli Ben Younes, Aziz Abdelkader, Ali Ben Arfa et Ali Mansour
- 2012 : Dar Louzir, avec Samia Amami et Younes Ferhi